# Пок-та-пок
Пок-та-пок (поктапок) је име свете игре старих Маја и Индијанаца, олмечког порекла, често погрешно називана покаток. Игра лоптом играла се на игралишту у астечком језику називаном тлацхтли, лоптом направљеном од гуме (ulli), око 5 cm у пречнику, на игралишту између два паралелна зида. Величина игралишта је варирала, а највеће је било 140 са 34 метара.
Правила су налагала да се лопта мора убацити у камени обруч који се налазио високо на зиду и који није био много већи од саме лопте. Лопта се није смела додирнути длановима или дотаћи тло (игра би се прекидала) и могла се убацити у обруч само употребом лакта, колена или груди.
То је била игра на живот и смрт јер би вођа пораженог тима увек био погубљен.